# Mario Kindelán
Mario César Kindelán Mesa (ur. 10 sierpnia 1971 w Holguín) – kubański bokser. Dwukrotny złoty medalista olimpijski.
Walczył w wadze lekkiej (do 60 kilogramów) i na przełomie tysiącleci zdominował tę kategorię. Po raz pierwszy olimpijskie złoto zdobył w 2000 w Sydney, cztery lata później obronił tytuł. Trzy razy był amatorskim mistrzem świata (1999, 2001 i 2003) i wielokrotnie mistrzem Kuby. Dwukrotnie zwyciężał w Igrzyskach Panamerykańskich (1999 i 2003). W 1999 został wybrany pięściarzem roku na Kubie.